# Nagata-jinja

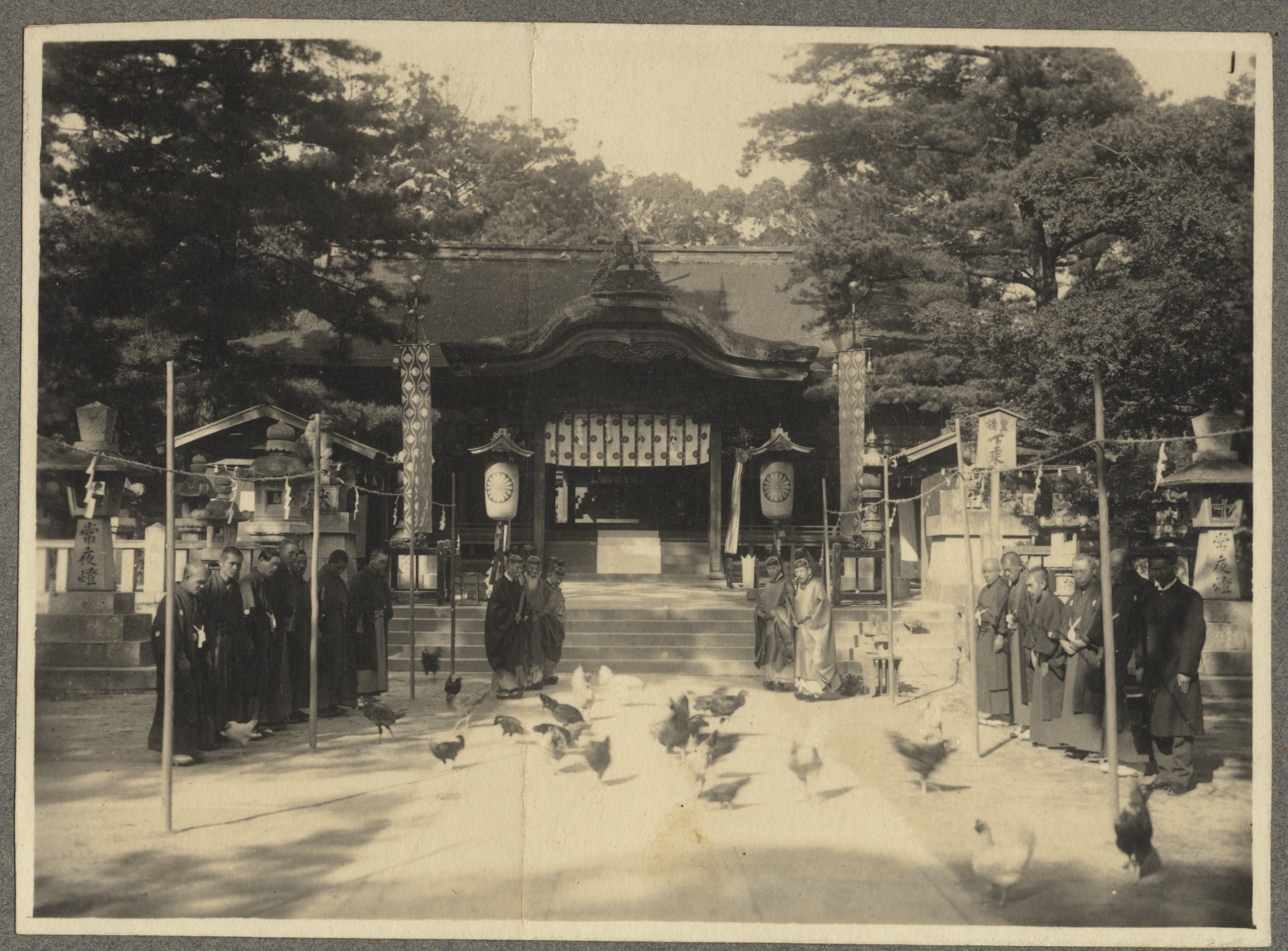
Vue ancienne du Nagata-jinja avec poulets.

Le Nagata-jinja se trouve dans l’arrondissement du même nom. Il est situé à 500 mètres de la station Kôsoku Nagata (高速長田駅), C'est un lieu de culte placé en amont d’une rue marchande très animée et dont l’entrée est repérable grâce à un grand torii rouge. Durant l’ère Taishô, cette artère commerciale était constituée en grande partie de pâtisseries. Aujourd’hui, on y trouve aussi bien des maraîchers que des marchands d’électronique. Sous le nom de « quartier commerçant du sanctuaire de Nagata » (Nagata jinja shôtenkai, 長田神社商店街) donné durant la 12e année de l’ère Shôwa (1937), cette rue prend fin devant la porte du lieu saint.

## Histoire
D’après les Chroniques du Japon (Nihonshoki, 日本書紀), le sanctuaire fut construit sous ordre de l’impératrice Jingû (神功皇后) qui, revenant d’une campagne de conquête sur les terres du royaume de Silla en Corée en 201, reçut une vision de la part de la divinité Kotoshiro nushi (事代主神), kami tutélaire du lieu de culte, lui demandant d’être célébré dans la région de Nagata, près d’un village d’où il puisse entendre le chant du coq.
Une jeune et belle femme choisie dans les alentours fut emmenée dans l’une des forêts de la région où elle perçut le cri d’un gallinacé. Ainsi fut déterminé l’espace qui allait devenir le site de célébration de la divinité et, en 2001, les habitants de l’arrondissement célébrèrent les mille huit cents ans d’existence de leur sanctuaire.
Le Nagata-jinja est associé au Sumiyoshi-taisha et au Ikuta-jinja.

## Principaux bâtiments sacrés
Au centre de cet espace se trouvent les principaux édifices consacrés aux cultes (shaden, 社殿) composés du :

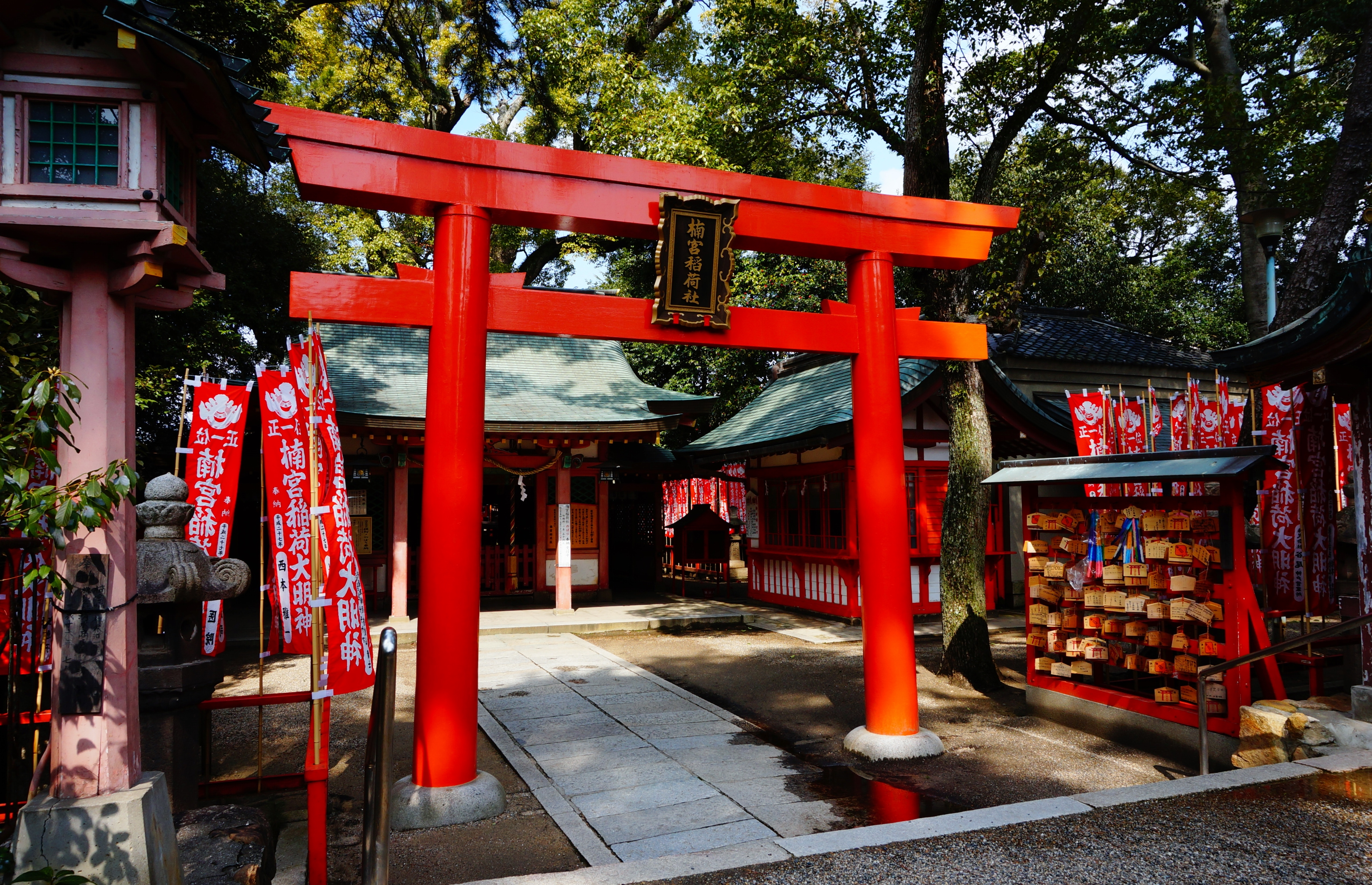
Porte du sanctuaire d'Inari.

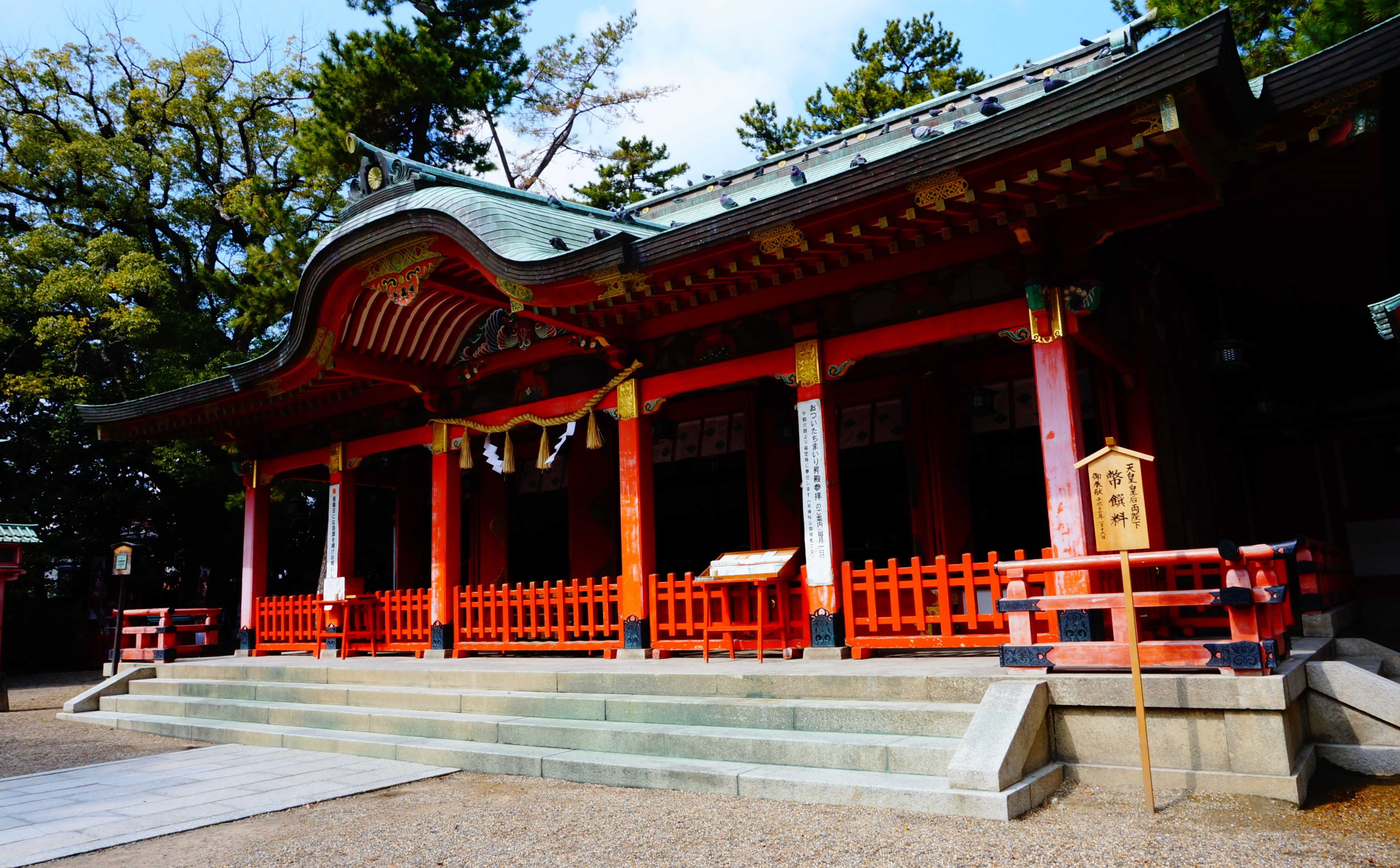
Haiden.

- haiden (拝殿) : bâtiment consacré au culte datant de la 12e année de l’ère Eiroku (1569). C’est à cet endroit que les fidèles obtiennent une purification et viennent prier ;
- honden (本殿) : littéralement « bâtiment principal », sa construction date de l’ère Genroku (1688-1704). Il représente l’endroit le plus sacré du sanctuaire où est conservé un objet pouvant accueillir une divinité appelé « go shinta i » (御神体). Généralement fermé au grand public, cet espace est délimité par une clôture  (tamagaki, 玉垣) ;
- keiden (啓殿) : hall des révélations. Cet espace est situé entre le bâtiment de culte et le principal. Construit durant l’ère Genroku, il accueille les offrandes faites à l’attention de la divinité tutélaire.

Dans le périmètre créé par la clôture entourant le honden, deux sanctuaires auxiliaires (sessha, 摂社) sont installés à droite et à gauche du bâtiment principal. Dans l’ordre, on trouve le sanctuaire Amaterasu sume ōmikasha (天照皇大御神社) dédié à la déesse Amaterasu (天照大神), puis Hachimansha (八幡社) lié à l’empereur Ôjin (応神天皇), fils de l’impératrice Jingû.
Ces sessha ne sont pas les seuls présents. Tout autour du honden, les visiteurs peuvent présenter leurs respects à quatre autres divinités réparties sur la gauche et la droite du bâtiment principal en dehors de l’espace interdit au public.

### Sur la gauche

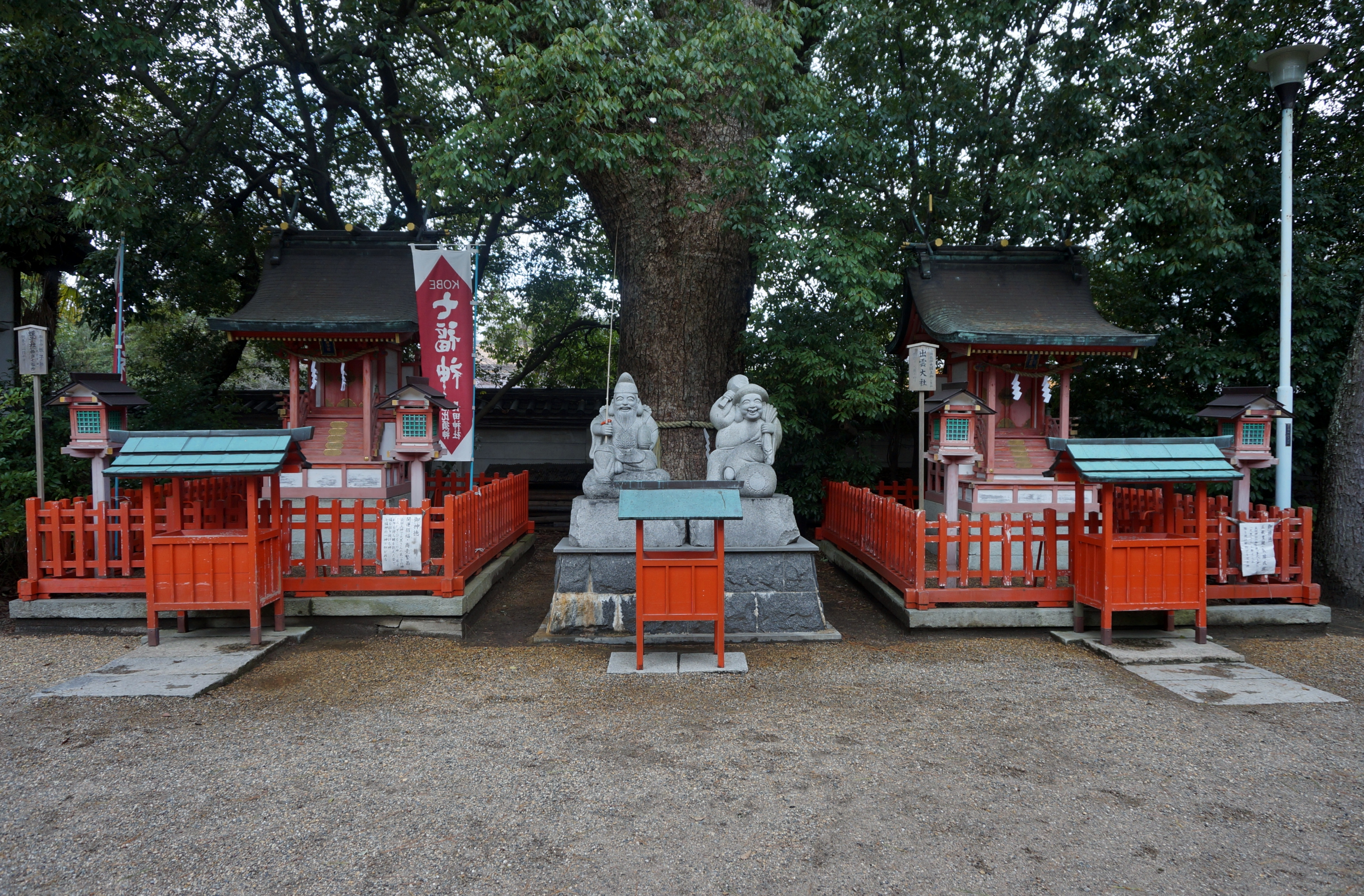
Petits sanctuaires dédiés à Ebisu et Daikoku.

Alignés côte à côte, les petits sanctuaires Hirukosha (蛭子社), dédiés à la divinité Hiruko (蛭子命) et Izumosha (出雲大社) lié à la divinité Ōkuni nushi (大国主) sont installés à l’arrière de deux statues représentant les kamis Ebisu et Daikokuten. Ces figures représentent deux des Sept Divinités du Bonheur et il n’est pas étonnant de les voir installées de manière contiguë. En effet, Ebisu et Daikokuten sont souvent représentés ensemble car, ayant un faciès jovial, ils personnalisent la bonne fortune et la richesse. Cependant, il est bon de noter que l’emplacement de Daikokuten près du petit sanctuaire dédié à Ōkuni nushi n’est pas dû au hasard. Dans certaines versions, ce dernier apparait comme le père d’Ebisu (en supposant qu’il personnifie Kotoshiro nushi). Une confusion longtemps présente entre Daikoku (大黒, Daikokuten) et Daikoku (大国, l’une des nombreuses appellations d’Ōkuni nushi) due à une homophonie des caractères de leur nom.
À gauche du Hirukosha se trouve le bâtiment des rituels (gishikiten, 儀式殿) où auront lieu des évènements officiels.

### Sur la droite

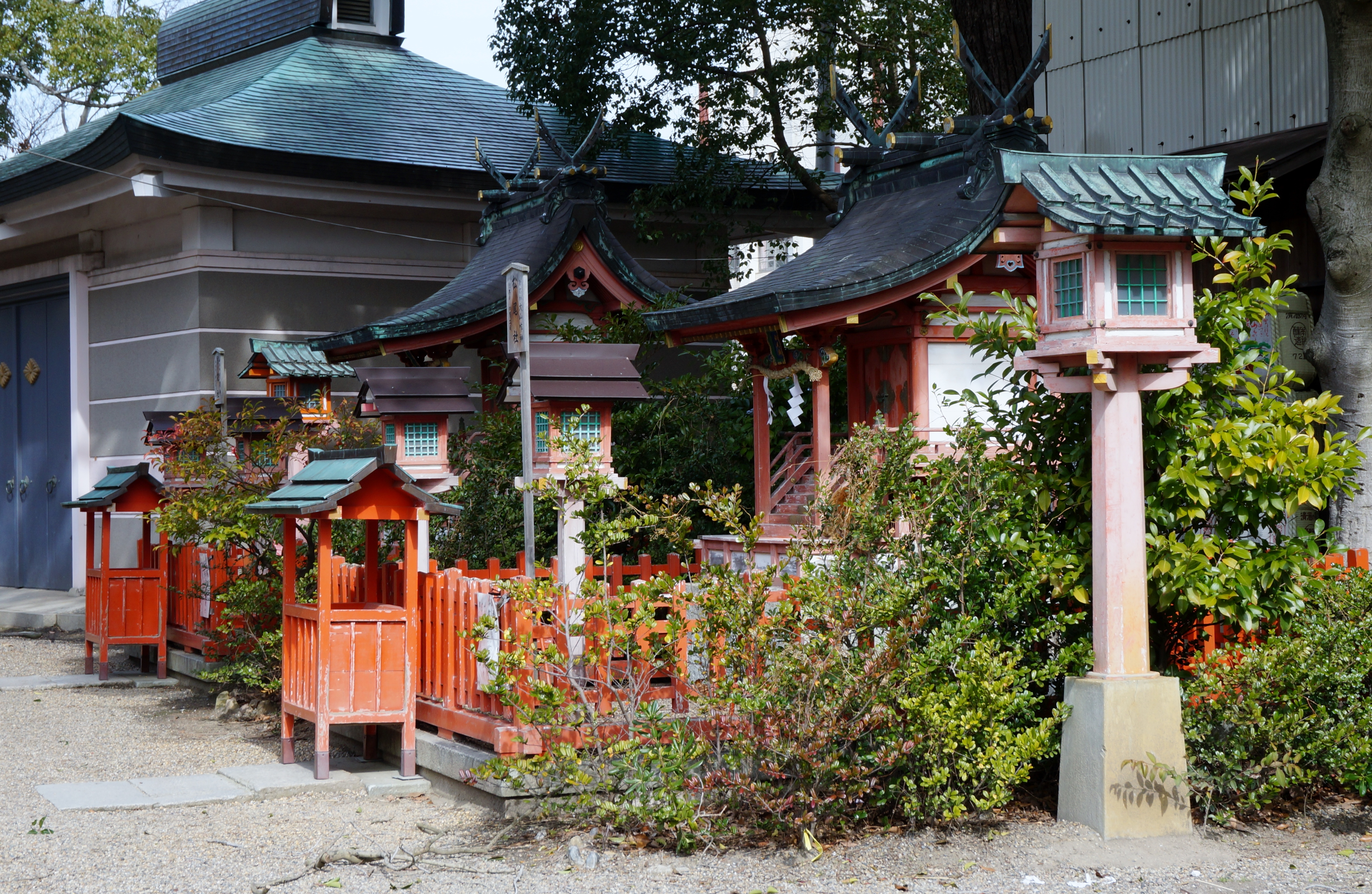
Petits sanctuaires dédiés à Tsukiyomi et Ōyama gui.

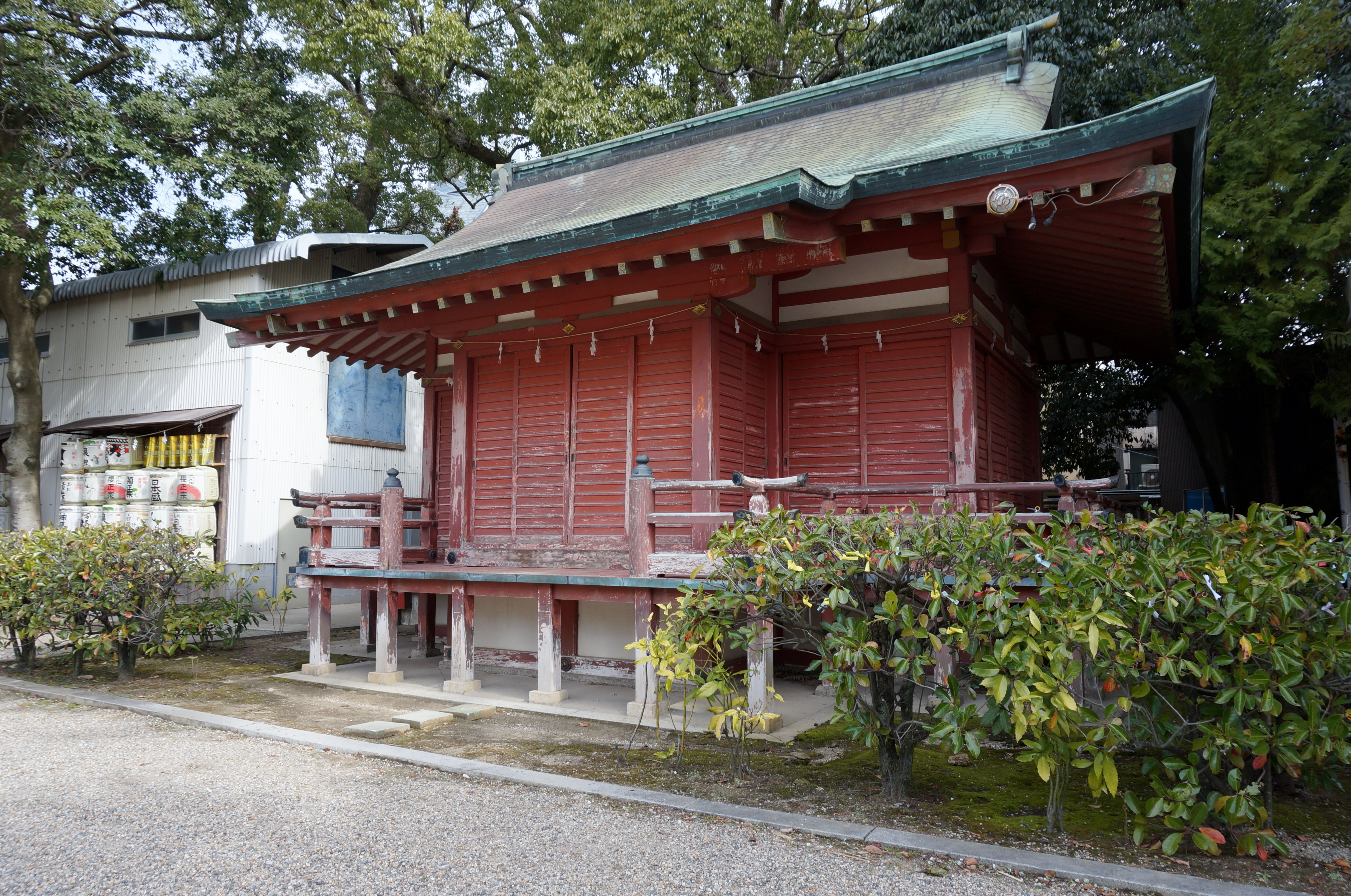
Bâtiment de musique et de danse shintô.

À l’opposé, se trouvent les sanctuaires auxiliaires dédiés aux divinités Tsukiyomi (月読み), le sessha Tsukiyomisha (神月読社) et Ōyama gui (大山咋神) avec le petit lieu de culte appelé Matsuosha (松尾社). Près de là est construit le dépôt des trésors (hômotsuko, 宝物庫) où sont placés les objets précieux comme le palanquin divin (mikoshi, 御輿 神輿). Du côté droit du sanctuaire dédié à Ōyama est situé le bâtiment de musique et de danse shintô (kaguraten, 神楽殿). En continuant vers le bas, on découvre un point d’eau qui, en temps normal, n’est pas utilisé, mais devient l’espace de purification des hommes jouant les démons durant les jours de préparation.

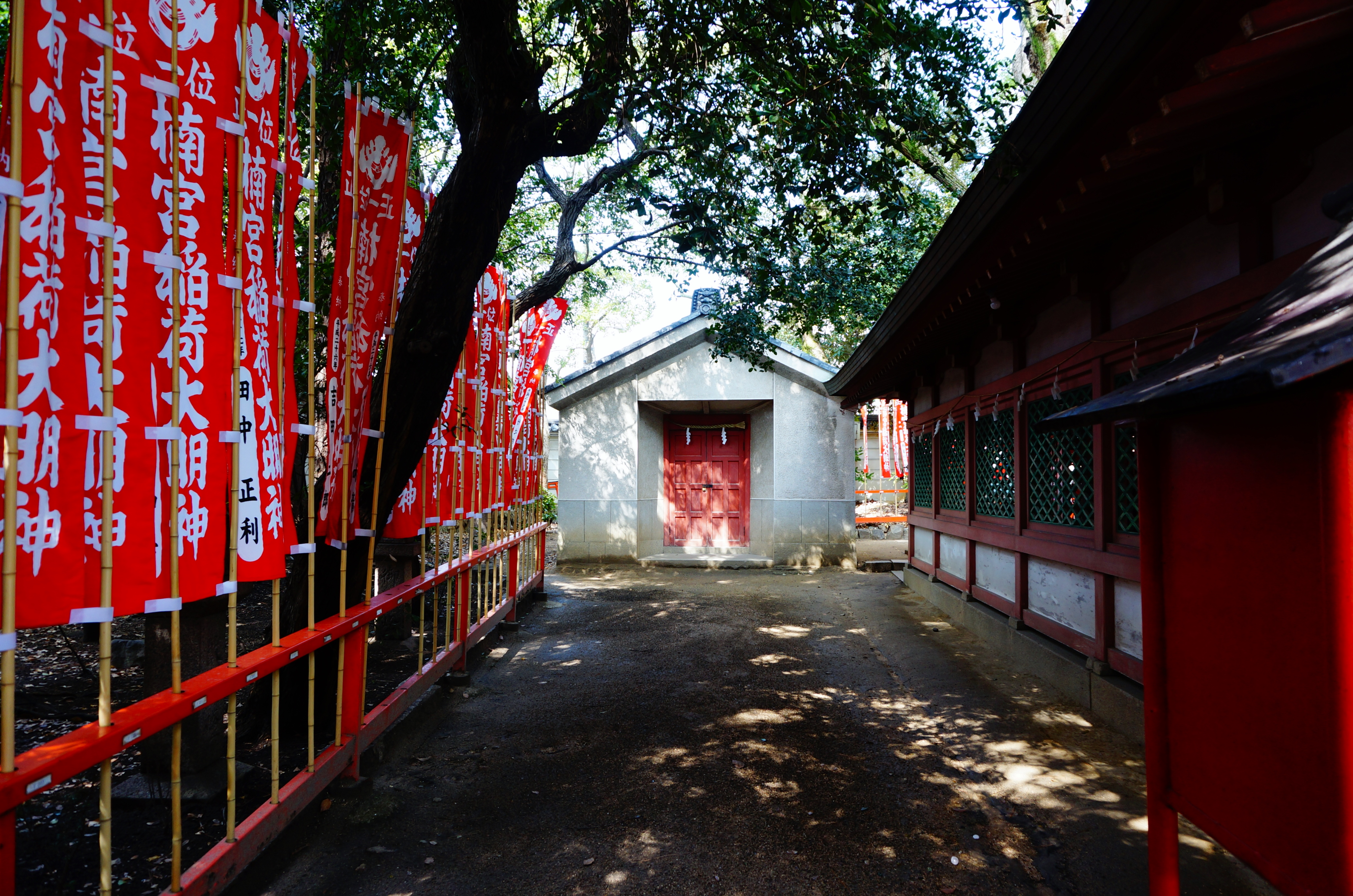
Pièce des démons.

Derrière le bâtiment principal, un espace délimité par un suigaki (透垣, clôture avec des planches en bois espacées) abrite un autre sanctuaire auxiliaire bien plus imposant que les autres et dédié à la divinité Inari (稲荷神) nommé Kusumiya Inarisha (楠宮稲荷社). En arpentant le couloir gauche, le visiteur parvient à un étrange bâtiment semblant être à l’écart du lieu de culte. Cet édifice assez petit aux murs gris clair, au toit vert foncé où trône une tête de démon entourée de tuiles (onigawara, 鬼瓦), ayant une porte rouge (fermée par un verrou) où est accrochée au-dessus une corde sacrée (shimenawa, 注連縄) porte le nom d’oni muro (鬼室, pièce des démons) et est utilisé lors de la journée particulière de la veille du printemps du calendrier lunaire.

## Principales célébrations
- 1er janvier : célébration du jour de l’An (Saipan sai, 歳旦祭).
- 29 avril au 3 mai : prière pour une prospérité du commerce et de l’industrie (Shôkôgyô hanei kigan sai, 商工業繁栄祈願祭).
- 17 au 18 juillet : festivité du franchissement de l’été (nagoshi sai, 夏越祭) où est exécutée une purification des fidèles du sanctuaire. Face au bâtiment consacré au culte, les prêtres installent un cercle de chigaya (herbe proche du roseau surnommée « herbe de sang japonaise ») où les croyants invités à le traverser afin de se débarrasser de leur impureté s’inclinent en face, exécutent un premier passage en traversant le cercle tout en tournant sur le côté gauche, se retrouvent au point de départ et traversent une deuxième fois de la même manière que précédemment, mais cette fois du côté droit pour enfin se placer une dernière fois à l’entrée du chigaya pour un dernier passage à gauche avant de franchir ce cercle d’herbe.
- 1er août : théâtre nô autour du feu de Kôbe (Kôbe takigi nô, 神戸薪能). Interprétations de kyôgen (théâtre comique), de musique en plein air réalisées par l’association du théâtre nô de Kôbe.
- 17 au 19 octobre : diverses festivités organisées par les membres de l’association des fidèles du sanctuaire (ujiko kai, 氏子会) qui à tour de rôle vont organiser des célébrations.
- 31 décembre : cérémonie des grandes purifications (Ōharai shiki, 大祓式). Les officiants et les croyants accueillent la nouvelle année en se purifiant l’âme et le corps des impuretés accumulées durant le dernier semestre. Lors de l’office, les participants utilisent des poupées (ningyô, 人形) à qui les souillures cumulées durant ces six mois seront transmises.

En plus de ces cérémonies, tous les jours de 9 h à 16 h, les prêtres dispensent des prières purificatrices et d’exorcisme à l’intention des ade^tes du sanctuaire, mais aussi des oraisons en vue d’une prospérité dans les affaires, pour une réussite scolaire, une sécurité pour la famille, pour une bonne santé, une purification de la voiture, etc.

### Cérémonie d'expulsions de mauvais esprits (3 février)
Dans la ville de Kôbe (神戸市), préfecture du Hyôgo (兵庫県), chaque année, le 3 février durant la période du Setsubun, au sanctuaire de Nagata (長田神社), dans l’arrondissement du même nom, est réalisée une cérémonie typiquement masculine appelée Nagata jinja koshiki tsuina shiki (ancienne cérémonie d’expulsion d’esprits malins du sanctuaire de Nagata) où sept démons dansent sur scène devant un public venu spécialement pour l’occasion.
D’origine chinoise, le tsuina (追儺) permet de chasser les êtres surnaturels responsables des maux des hommes. Appelé parfois oni yarai (遣らい, purification par l’expulsion de démon) ou encore dada oshi (ダダ押し), comme au temple de Hase-dera (長谷寺), dans la ville de Sakurai (桜井市), préfecture de Nara (奈良県), la cérémonie du sanctuaire de Nagata présente sept hommes (oni yaku, 鬼役) revêtant des costumes de démon, qui danseront face au public durant six heures en tenant dans leur main droite une torche et pour certains, dans une deuxième partie de la cérémonie, un sabre dans la main gauche. De couleurs et d’aspects différents, les cinq premiers démons laisseront leur place aux deux derniers ayant un aspect plus sévère et portant des armes (hache, lance, maillet). La cérémonie prendra fin lorsque l’un de ces démons muni d’une hache et d’un maillet ouvrira  une pile de gâteaux de pâte de riz gluant en forme de miroir posée face au bâtiment consacré au culte (haiden).

#### Démons de la cérémonie

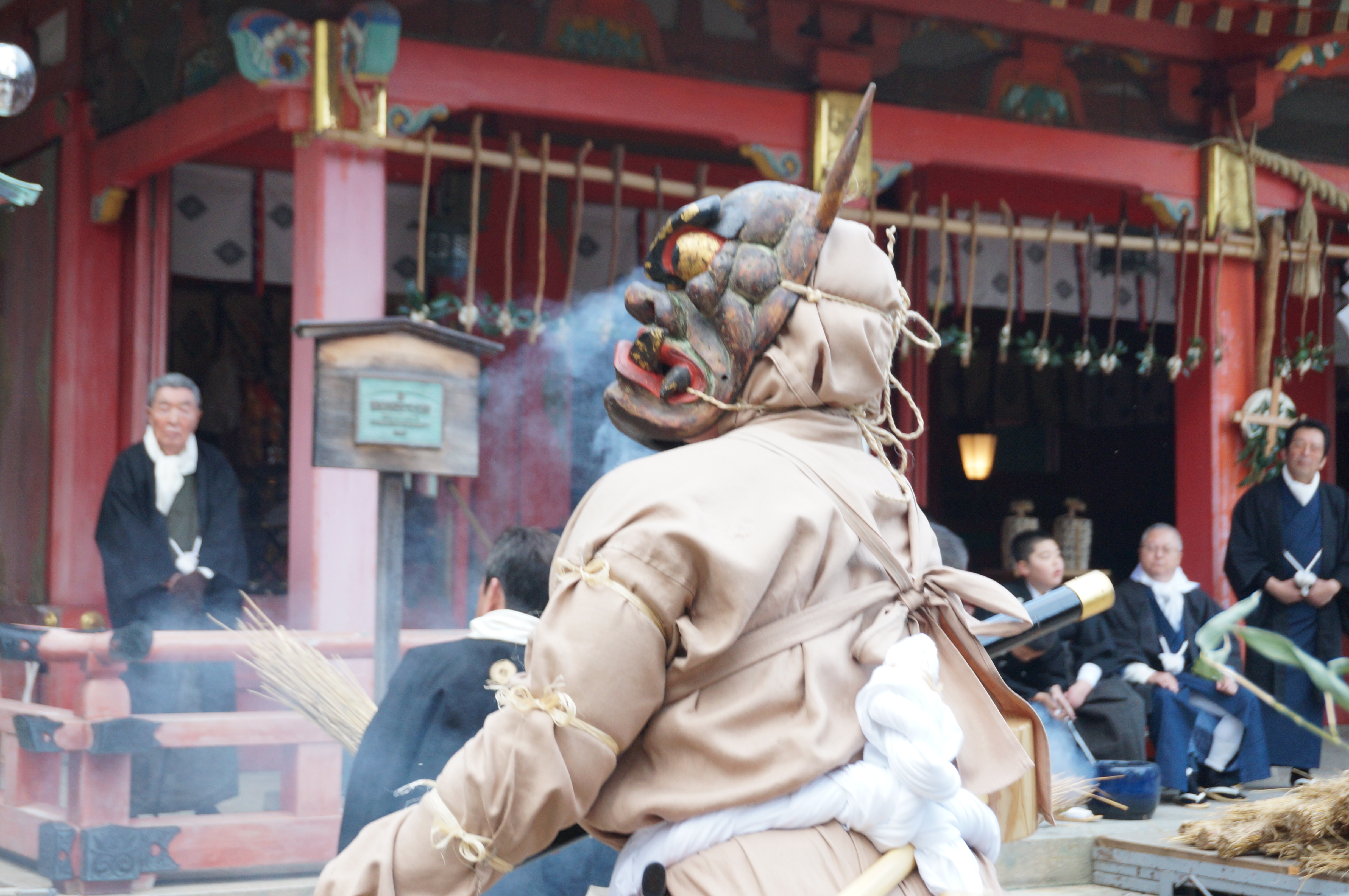
Shirikujiri oni 尻抉り鬼
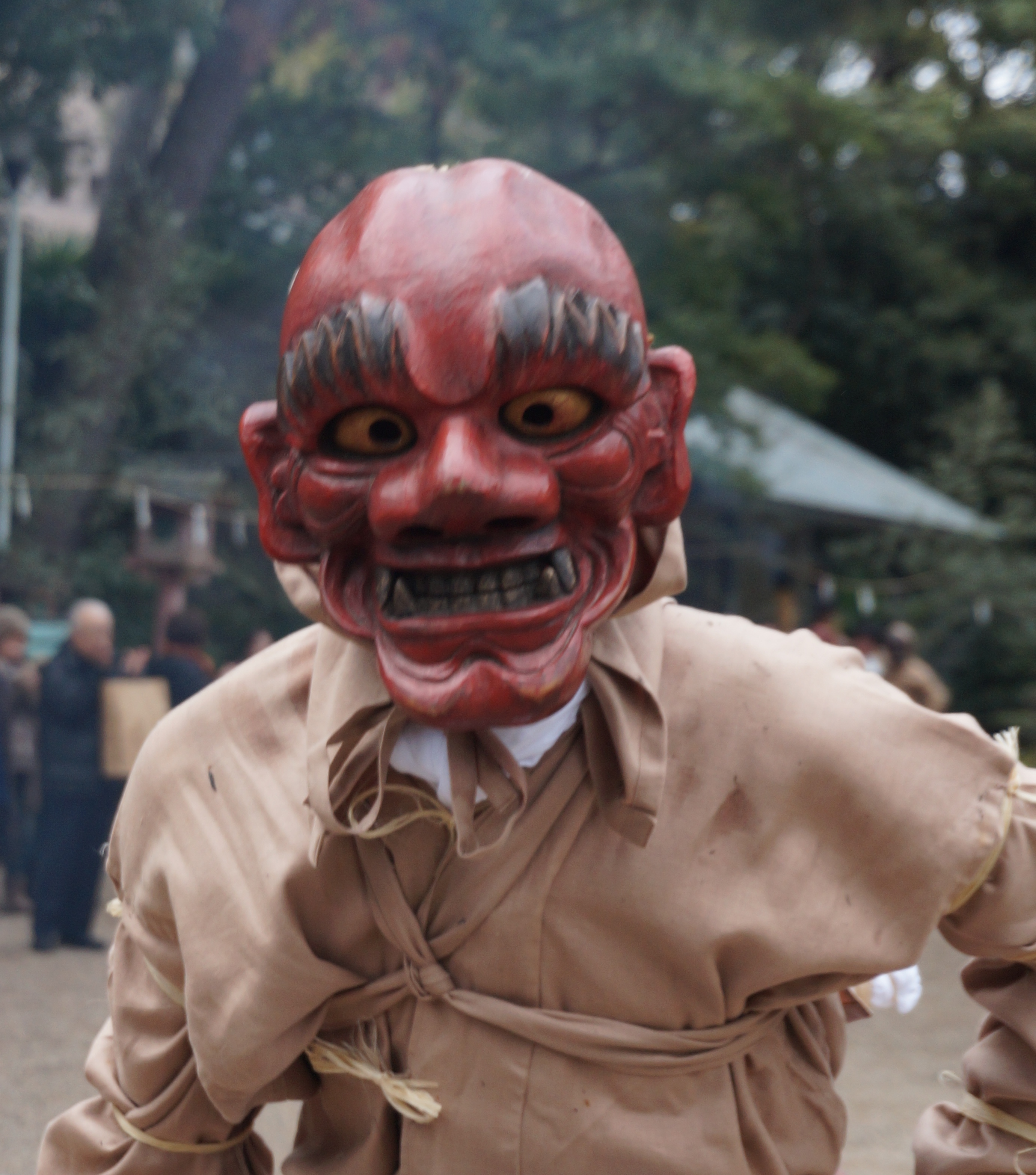
Ichiban Tarô oni一番太郎鬼
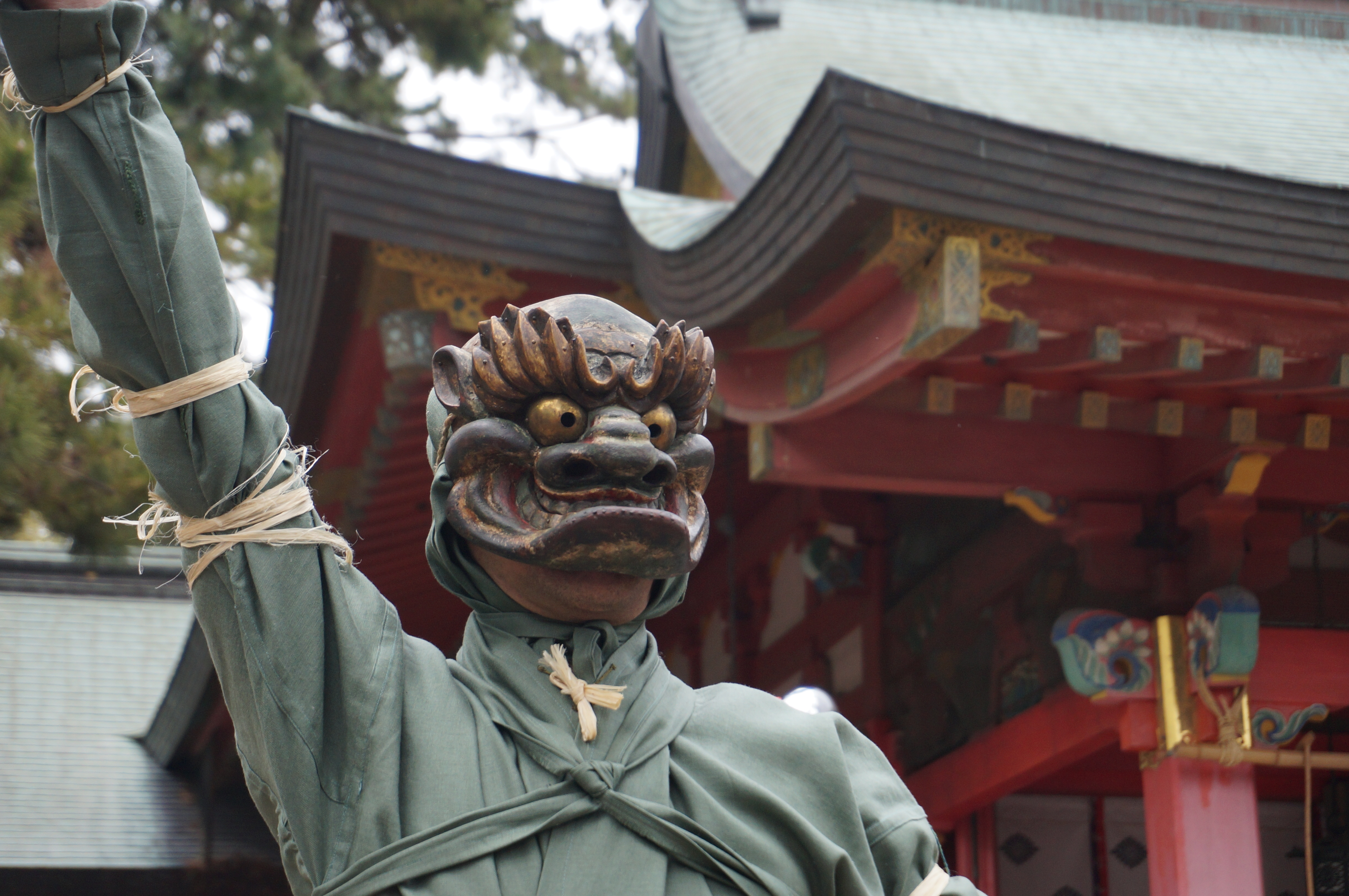
Ao oni青鬼
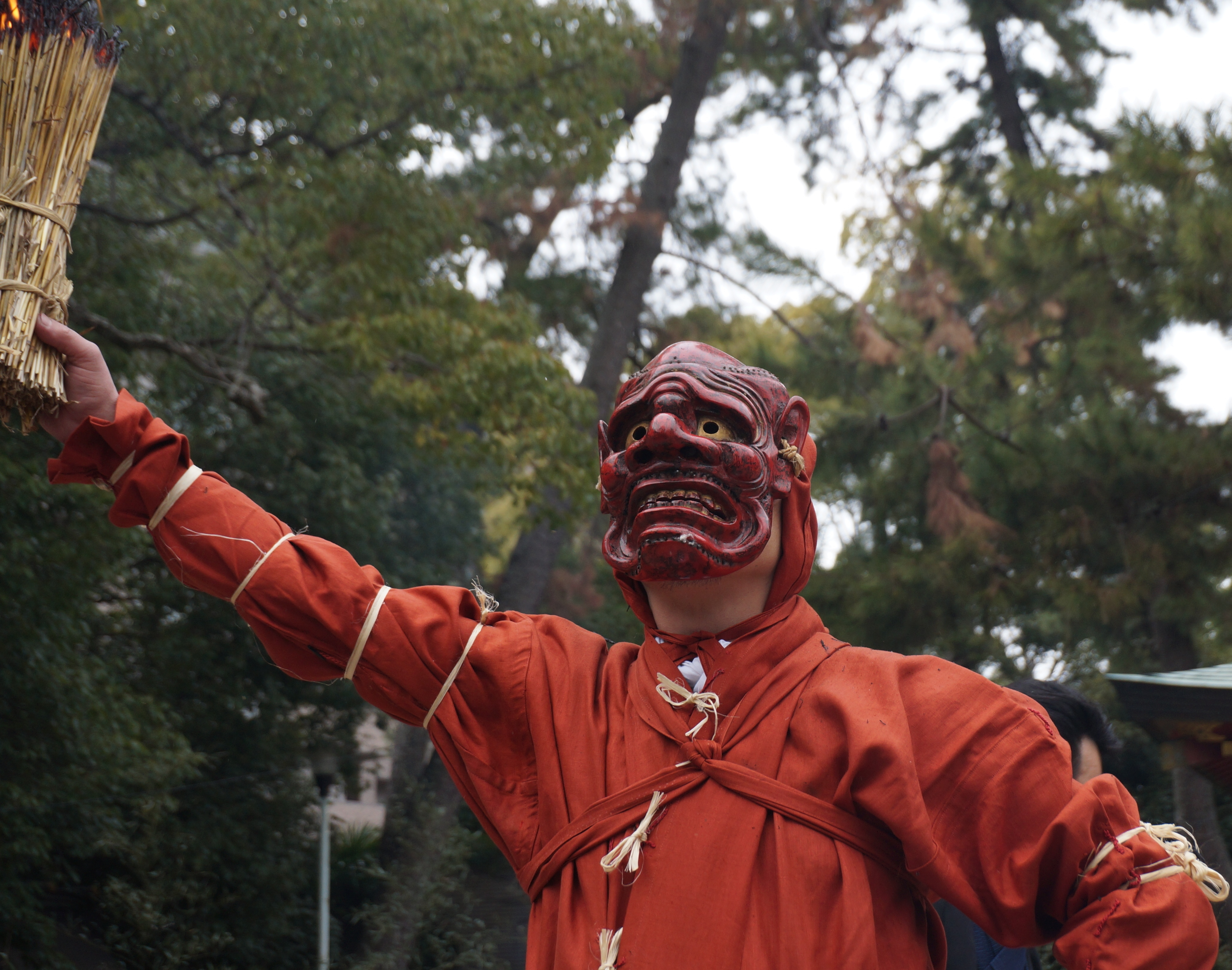
Aka oni赤鬼
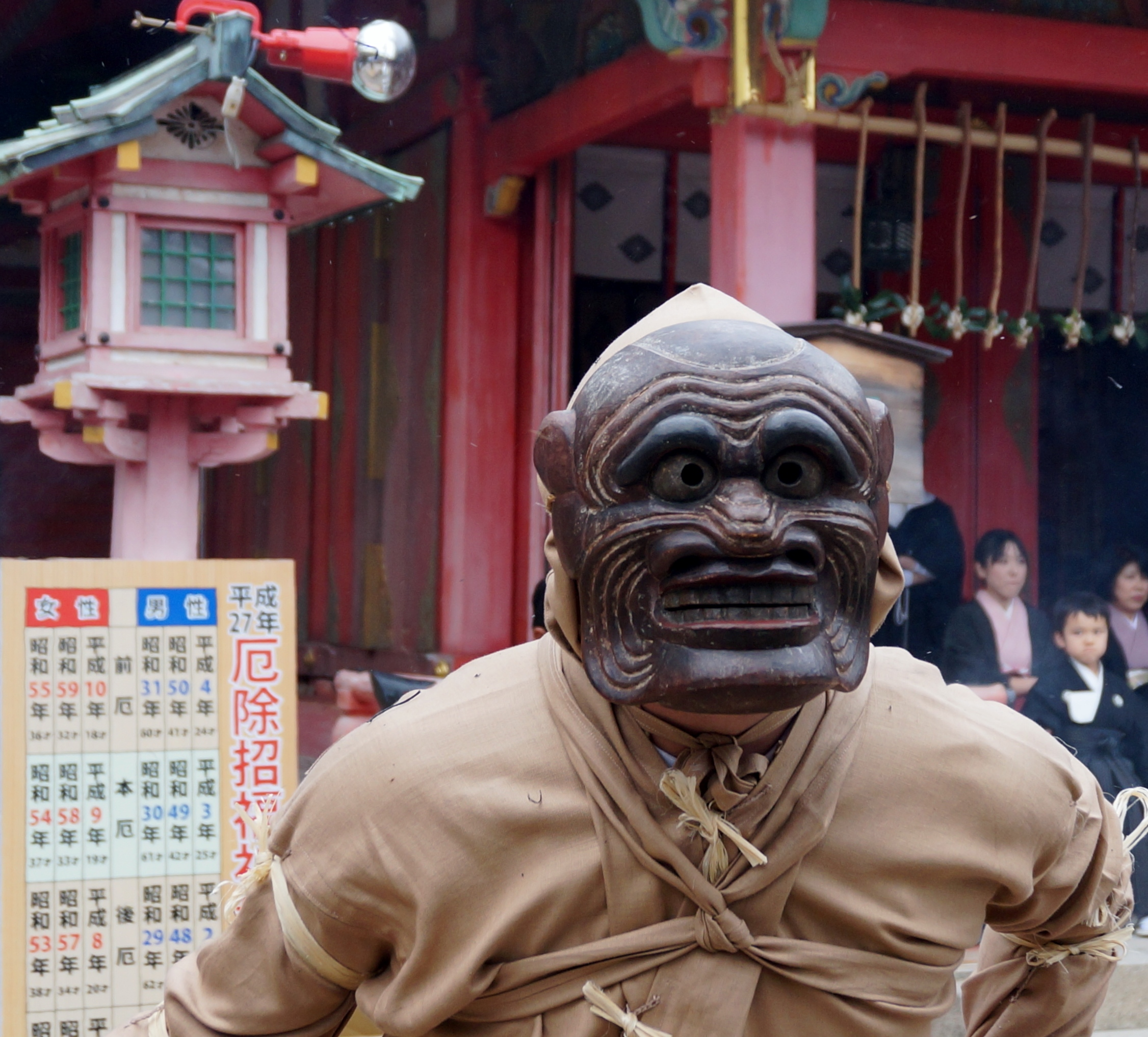
Uba oni姥鬼
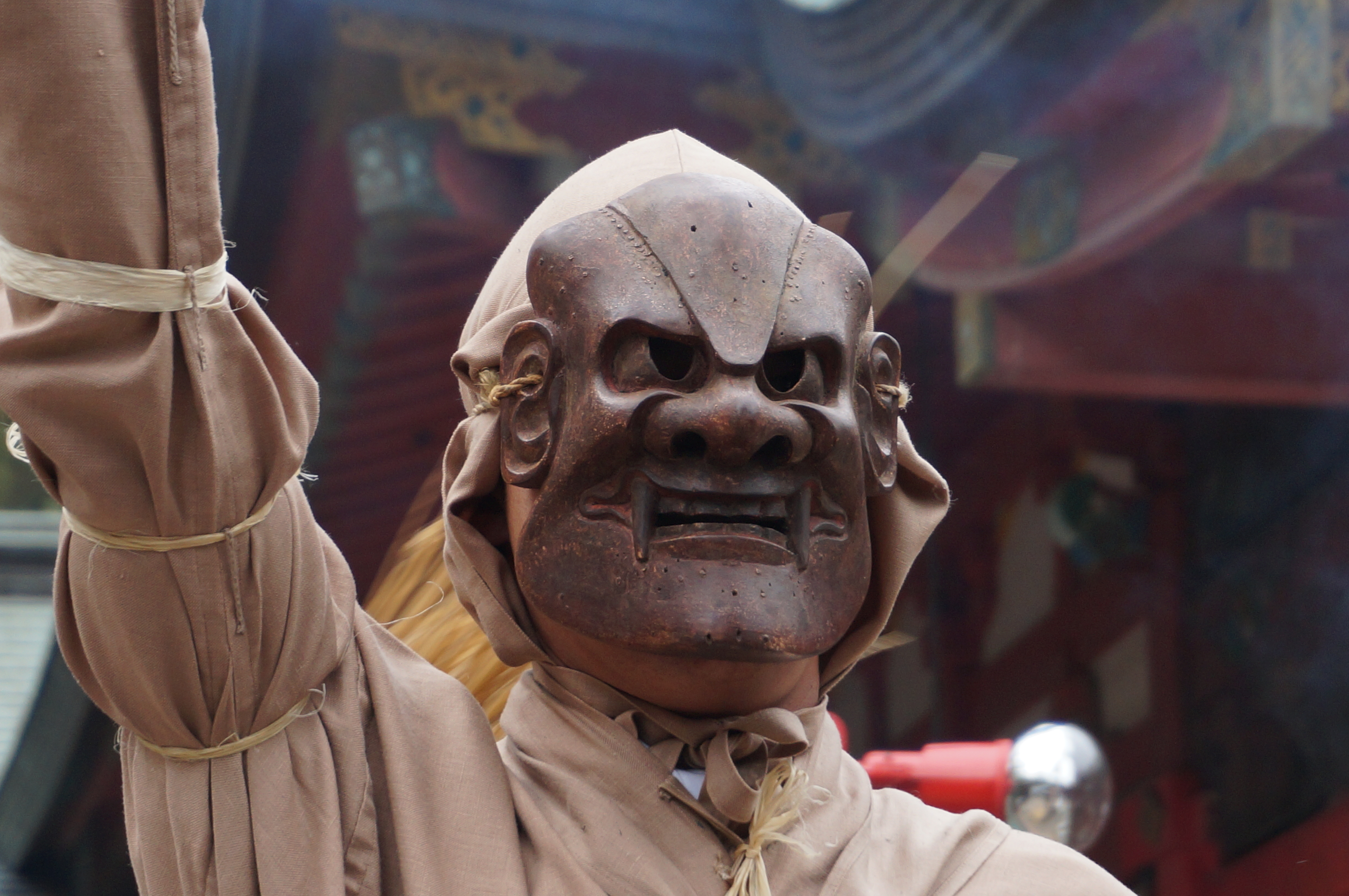
Housuke oniほうすけ鬼
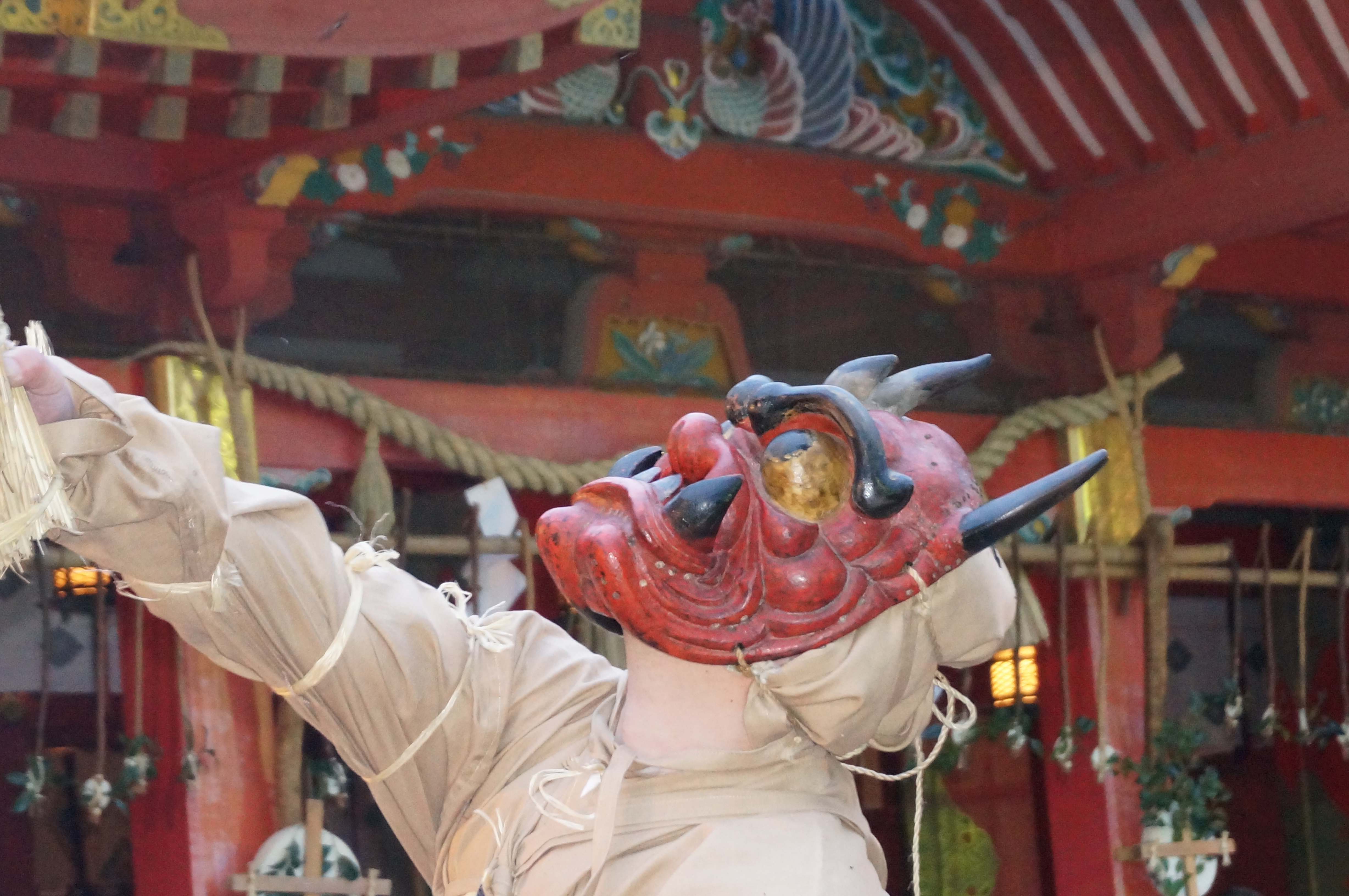
Mochiwari oni餅割鬼

C’est une véritable théophanie qui se déroule sous les yeux du public. Les démons ne sont pas les êtres chassés, mais bien les chasseurs représentant la divinité Kotoshiro nushi. À l’aide de leurs torches consacrées par le feu du kami, ils vont détruire les impuretés et chasser, par la fumée qui se dégage de la paille consumée, les divers mauvais génies.
Les torches utilisées deviennent de véritables talismans contre les mauvais génies que chacun peut accrocher au-dessus de sa porte d’entrée, le mochi préparé dans l’emaden 絵馬殿 (bâtiment où sont installées des plaquettes en bois sur lesquelles les fidèles inscrivent leurs vœux à destination des divinités) par les oni yaku et transformé par la suite en fleurs de pâte de riz gluant ou en yakuyoke mochi (talismans en pâte de riz gluant permettant de conjurer le mal), protégeant ainsi son possesseur durant l’année. Ces démons permettent ainsi aux hommes de se débarrasser de leurs souillures accumulées le long des deux semestres écoulés et d’accueillir la nouvelle année dans de bonnes conditions.